# René Gallian
René Gallian, né le 12 juin 1919 à Aubagne et mort le 9 mars 1989 dans la même ville, est un footballeur français évoluant au poste de milieu de terrain. Il a aussi été président de l'Olympique de Marseille de 1972 à 1974 ainsi que de 1978 à 1980.

## Palmarès
- Champion de France 1948 avec l'Olympique de Marseille.